# Pentaprisma

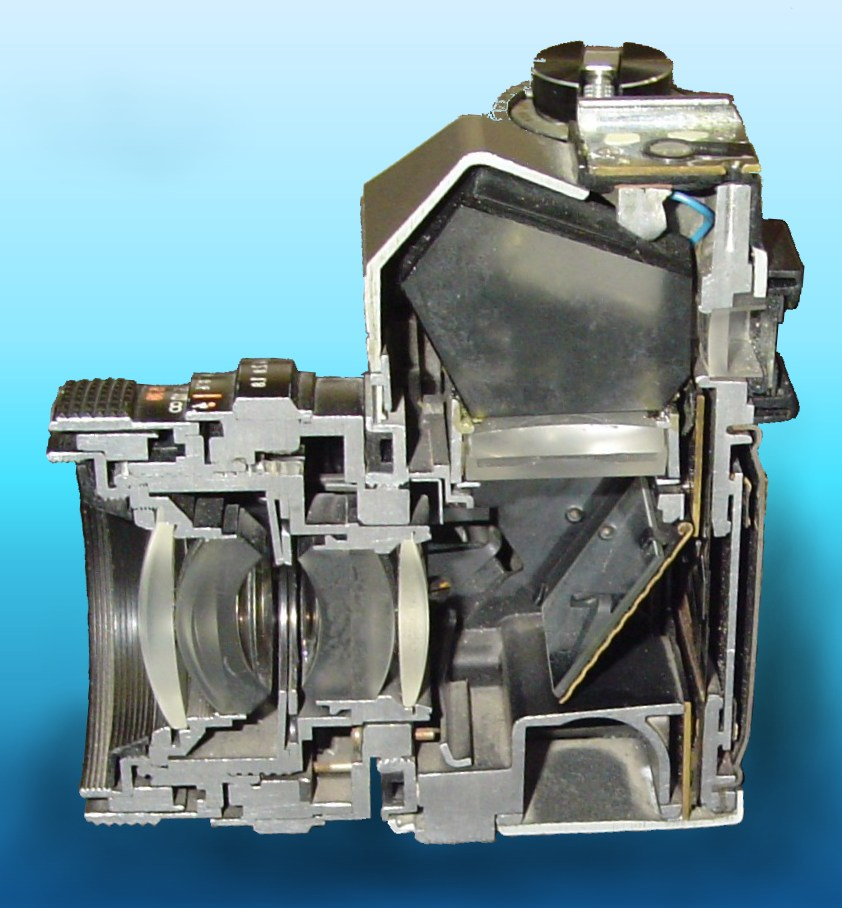
Muntatge d'un pentaprisma en una càmera rèflex

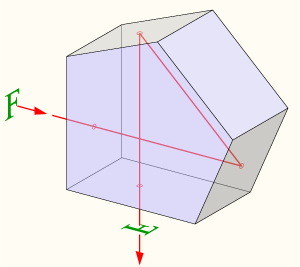
Un Pentaprisma

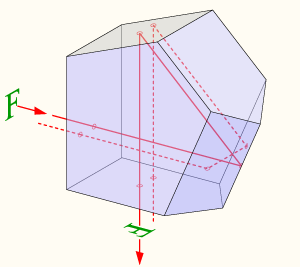
Un pentaprisma amb "sostre". La línia de punts mostra com la imatge és invertida lateralment per la secció del sostre.

Un  pentaprisma  és un prisma reflectiu de cinc cares emprat per desviar un raig de llum en angle de 90 °. El raig de llum es reflecteix dues vegades dins del prisma, permetent la transmissió d'una imatge en angle recte sense invertir-, contrari al que faria un prisma comú.
Les reflexions dins el prisma no són provocades per la reflexió interna total, pel fet que els raigs ja tenen un angle menor al denominat angle crític. Ambdues cares estan revestides per a proveir una superfície miralls. Les dues cares oposades, a les encarregades de transmetre el raig de llum, també estan revestides, però amb un revestiment anti-reflexió per reduir reflexions espúries. La cinquena cara del prisma no és òpticament usada, però la seva funció consisteix a truncar el que d'una altra manera seria un angle maldestre unint les dues cares reflectives.
Una variant d'aquest prisma és el  pentaprisma amb sostre  el qual és comunament utilitzat en el visualitzador d'imatge de les càmeres SLR o rèflex. En aquest cas, la imatge necessita ser reflectida d'esquerra a dreta (és a dir, de forma invertida), ja que el prisma transmet la imatge formada a la pantalla d'enfocament de la càmera, la qual és autoreflectida pel mirall contingut en el cos de la càmera. Aquesta relexión s'obté substituint una de les cares reflectives d'un pentaprisma normal per una que té un "sostre", que consisteix en dues superfícies addicionals angulades entre si i que s'ajunten formant un angle de 90 º. Aquesta forma de prisma produeix la inversió de la imatge.